# Ingeburg Kanstein
Ingeburg Kanstein (* 28. September 1939 in Ratingen; † 7. März 2004 in Hamburg; bisweilen auch unter den Falschschreibungen „Ingeborg Kanstein“ und „Ingeburg Kantstein“ geführt) war eine deutsche Schauspielerin, Autorin, Hörspiel- und Synchronsprecherin.

## Schauspiel
Ingeburg Kanstein absolvierte ein Schauspielstudium an der Staatlichen Hochschule für Musik in Stuttgart, das sie 1962 mit dem Staatsexamen abschloss. Neben ihrer langjährigen Bühnentätigkeit war sie auch gelegentlich in Film- und Fernsehproduktionen zu sehen. Sie spielte in Wolfgang Staudtes Thriller Fluchtweg St. Pauli – Großalarm für die Davidswache, im Drama Novemberkatzen nach Mirjam Pressler sowie in verschiedenen Fernsehfilmen wie Franz Josef Gottliebs Spätes Glück nicht ausgeschlossen mit Inge Meysel in der Hauptrolle. Eine breite Bekanntheit erreichte sie durch Hauptrollen und wiederkehrende Rollen in Fernsehserien wie als Ehefrau von Hanns-Dieter Hüsch in Goldener Sonntag, als „Frau Waltinger“ in Unsere Hagenbecks, in der Jugendserie Der kleine Vampir – Neue Abenteuer sowie als „Gertrud“ in zehn Folgen der Familiensaga Das Erbe der Guldenburgs. Außerdem übernahm sie verschiedene Gastrollen in Serien und Reihen wie Tatort, Großstadtrevier, Der Landarzt, Sonderdezernat K1, Hamburg Transit und Neues aus Uhlenbusch.

## Hörspiel und Synchron
Daneben war Ingeburg Kanstein umfangreich als Sprecherin für Hörspiel und Synchron tätig. Für das Label Europa wirkte sie bei zahlreichen Kinderhörspielen beliebter Serien mit, wie Ein Fall für TKKG, Die drei ??? und  Fünf Freunde. In den an Enid Blyton angelehnten Hanni und Nanni-Hörspielen lieh sie der Französischlehrerin „Mademoiselle Fürchterlich“ ihre Stimme. Als Synchronsprecherin war sie unter anderem für die deutsche Fassung der Krimiserie Miami Vice sowie als „Frau Töpfer“ in der Kinderserie Bob der Baumeister tätig.

## Schriftstellerin und Drehbuchautorin
Außerdem war Ingeburg Kanstein als Schriftstellerin tätig und veröffentlichte verschiedene Kinder- und Jugendbücher, die z. T. mehrere Auflagen erreichten, wie 1981 gemeinsam mit „Manuel O.“ Abhauen – die letzte Chance?, die Geschichte einer Flucht. Sie war auch Hörspielautorin (Schulfunk und Jugendprogramme) und arbeitete u. a. mit an der Rundfunkserie «Papa, Charly hat gesagt ...» und schrieb Drehbücher für das Schulfernsehen und Kindertheaterstücke.

## Auszeichnungen
- 1981: Arbeitsstipendium der Hamburger Kulturbehörde
- 1984: Leserattenpreis
- 1985: Kinderhörspielpreis terre des hommes
- 1986: Auswahlliste des Deutschen Jugendliteraturpreises
- 1986: Stipendium Stuttgarter Schriftstellerhaus

## Filmografie (Auswahl)
- 1964 Fernfahrer, Folge 4 "Fahrertest"
- 1967: Pauken und Trompeten
- 1968: Das Ferienschiff (TV-Serie)
- 1969: Polizeifunk ruft – Besuch aus Köln
- 1969: Das Wunder von Lengede
- 1969: Tatort – Exklusiv!
- 1970: Jonas oder Der Künstler bei der Arbeit
- 1971: Fluchtweg St. Pauli – Großalarm für die Davidswache
- 1971: Annemarie Lesser
- 1971: Maestro der Revolution?
- 1972: Der 21. Juli
- 1973: Hamburg Transit (Fernsehserie, Folge Vorstrafen: eine)
- 1973: Im Auftrag von Madame (Fernsehserie, Folge Export - Import)
- 1974: Der Hellseher
- 1975: Lehmanns letzter Lenz
- 1975: Lehmanns Erzählungen
- 1975: Tatort – Kurzschluss
- 1976: Goldener Sonntag
- 1978: Kläger und Beklagte (Fernsehreihe, eine Folge)
- 1979: Feuerzeichen
- 1981: St. Pauli-Landungsbrücken (Fernsehserie, eine Folge)
- 1982: Tollwut
- 1982: Die Pawlaks – Eine Geschichte aus dem Ruhrgebiet
- 1985: Anruf genügt
- 1985: Hallo Oma
- 1986: Novemberkatzen
- 1987–1990: Das Erbe der Guldenburgs
- 1988: Spätes Glück nicht ausgeschlossen
- 1990: Das Haus am Watt
- 1992: Unsere Hagenbecks
- 1993: Der kleine Vampir – Neue Abenteuer
- 1995: Austernexpreß
- 1998: Die Menschen sind kalt
- 1998: Ein Mann stürzt ab

## Hörspiele (Auswahl)
- 1968: Kein Fall für Sheriff Danton, Europa
- 1968: Polizeiarzt Dr. Skinner, Europa
- 1969: Gefahr für die Erde, Europa
- 1969: Roboter R7 außer Kontrolle, Europa
- 1970: Tommi und Kiste fliegen zum Mond, PERL SERIE
- 1974: Hanni und Nanni (7) suchen Gespenster, Europa
- 1974: Hanni und Nanni (8) – Fröhliche Tage für Hanni und Nanni, Europa
- 1975: Spartacus, Polygram
- 1981: Die drei ??? (27) und der magische Kreis, Europa
- 1982: Ein Fall für TKKG (7) – Rätsel um die alte Villa, Europa
- 1982: Ein Fall für TKKG (26) – Das Geiseldrama, Europa
- 1985: Die drei ??? (35) und der Höhlenmensch, Europa
- 1984: Ein Fall für TKKG (31) – Die Entführung in der Mondscheingasse, Europa
- 1984: Die Funk-Füchse (14) – Erpresser leben gefährlich, Europa
- 2002: Ein Fall für TKKG (134) – Wer stoppt die Weihnachts-Gangster?, Europa
- 2003: Die drei ??? (107) und der Schatz der Mönche, Europa
- 2003: Fünf Freunde (53) und die geheimnisvollen Kornkreise, Europa
- 2004: Bob, der Baumeister, Europa

## Werke
- 1981: Lilli und Willi, Stuttgart: Spectrum-Verlag
- 1981: Ich wünsch mir einen Zirkus oder das schönste Geschenk der Welt, Reinbek: Rowohlt
- 1982: Versuch zu leben, Reinbek: Rowohlt
- 1982: Kleiner Bruder, große Schwester, Reinbek: Rowohlt
- 1983: Der soll zu uns gehören?, Reinbek: Rowohlt
- 1985: Wunschgeschichten, Ravensburg: Maier
- 1985: Braune Locken oder der rechte Weg, Reinbek: Rowohlt
- 1985: Barfuß übers Stoppelfeld, Hamburg: Dressler